# Bebo Károly
Bebo Károly (1712 – Buda, 1779. április) 18. századi magyar barokk kori szobrász.

## Életpályája
Születési helye, valamint születésének pontos időpontja nem ismert. 1740-től a Zichy család szolgáltában állt: a család szobrásza és építési felügyelője volt Óbudán, majd 1748-tól a család udvarmestere volt. Jäger János Henrik építésszel együtt dolgozott a Zichyek barokk stílusú óbudai kastélyán.
Békásmegyeren utca viseli nevét (a Jendrassik György utca és Zsirai Miklós utca között).

## jelentősebb alkotásai
- Székesfehérvári ciszterci templom szószéke (1749)
- Az óbudai Péter-Pál-templom szószéke (1754)
- Az óbudai-kiscelli trinitárius templom berendezése, az alapító Zichy Miklós síremlékével (1760) (ez utóbbiak közül a trinitárius kolostor templomának egykori főoltára, annak aranyozott, fából faragott tartozékaival és hat gyertyatartóval, valamint az 1762-ben készült szószéke a 18. század vége óta a solymári Szűz Mária neve templom berendezései között található)[2]
- A Zichy-palota (Budai Várnegyed, Úri utca 43.) puttós kapuzata (1766)
- A  budai Szent Anna-templom főoltára és szószéke (1771-1774)
- A Szentháromság-szobor, Óbuda
- Fogadalmi oltár, Óbuda

## Galéria

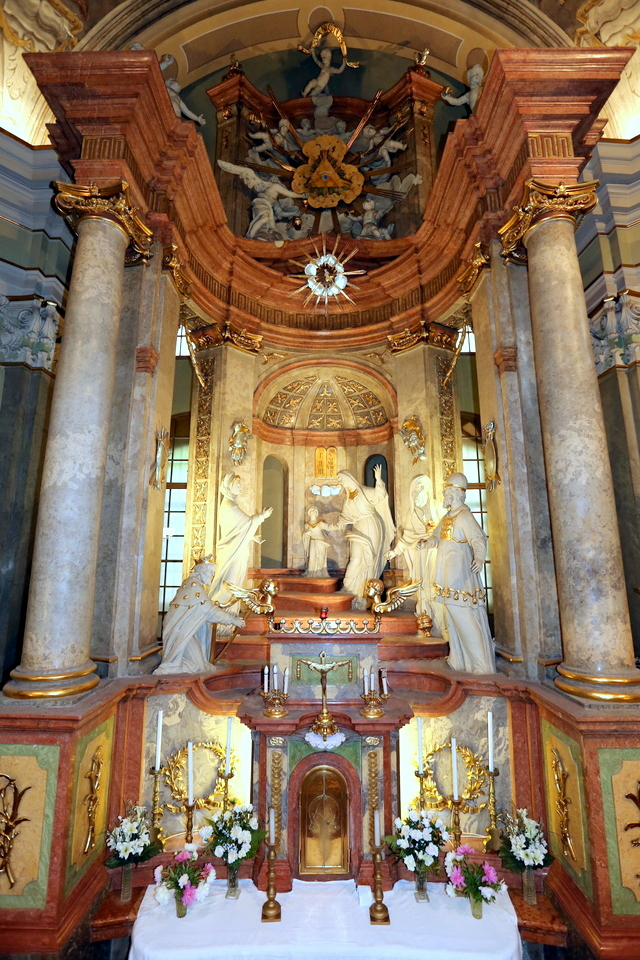
A pesti felsővízivárosi templom főoltára
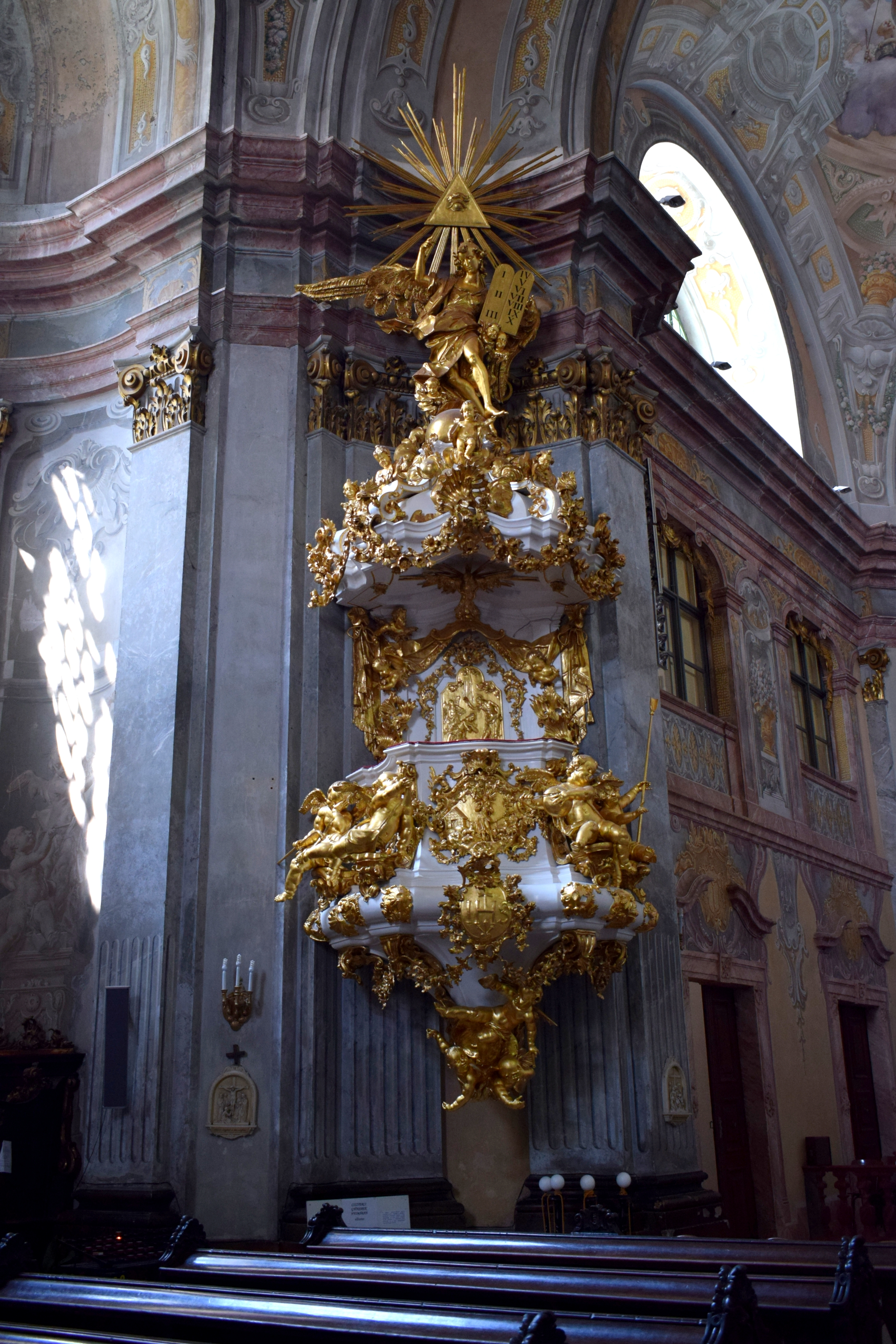
A fehérvári ciszterci templom gazdag szószéke
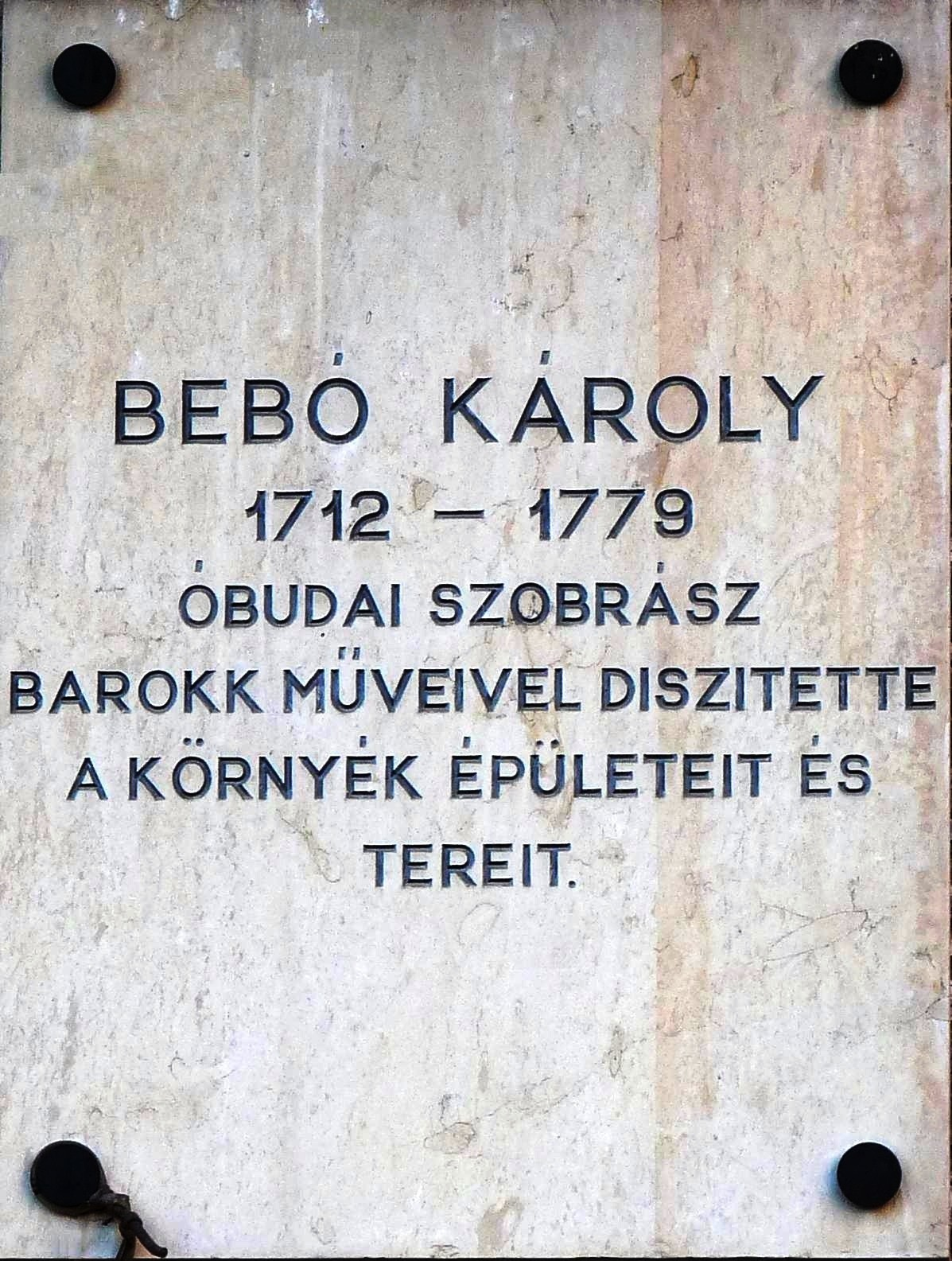
Emléktáblája Óbudán